# Conway-groep
In de groepentheorie, een deelgebied van de wiskunde, zijn de Conway-groepen {\displaystyle \mathrm {Co} _{1}}, {\displaystyle \mathrm {Co} _{2}} en {\displaystyle \mathrm {Co} _{3}}, drie sporadische groepen die zijn ontdekt door John Horton Conway.
Thomas Thompson beschrijft hoe John Leech rond 1964 dichte bolstapelingen in euclidische ruimten van hoge dimensie onderzocht. Een van Leech' ontdekkingen was een roosterpakking in de 24-dimensionale ruimte, gebaseerd op wat later het leech-rooster, {\displaystyle \Lambda }, werd genoemd. Hij vroeg zich af of de symmetriegroep van dat rooster een interessante enkelvoudige groep bevatte, maar voelde dat hij hierbij hulp nodig had van iemand die beter vertrouwd was met de groepentheorie. Omdat veel wiskundigen aan wie hij dit vroeg, logischerwijs hun eigen agenda hadden, moest Leech nog tamelijk lang rondvragen, voordat hij John Conway kon overhalen het probleem te onderzoeken. John Griggs Thompson zei dat hij geïnteresseerd zou zijn, als men hem de orde van de groep zou geven. Conway verwachtte een aantal maanden of jaren aan het probleem te moeten besteden, maar hij vond het resultaat in slechts enkele sessies. 
De grootste van de Conway-groepen, {\displaystyle \mathrm {Co} _{1}}, heeft de orde
4.157.776.806.543.360.000 ({\displaystyle =2^{21}\times 3^{9}\times 5^{4}\times 7^{2}\times 11\times 13\times 23})